# Pancas (ort)
Pancas är en ort i Brasilien.   Den ligger i kommunen Pancas och delstaten Espírito Santo, i den sydöstra delen av landet, 800 km sydost om huvudstaden Brasília. Pancas ligger 119 meter över havet och antalet invånare är 8 183.
Terrängen runt Pancas är huvudsakligen kuperad. Pancas ligger nere i en dal. Runt Pancas är det ganska glesbefolkat, med 31 invånare per kvadratkilometer.. Det finns inga andra samhällen i närheten.
Omgivningarna runt Pancas är huvudsakligen savann.